# مرثیه‌ای برای یک بیگانه
مرثیه‌ای برای یک بیگانه (انگلیسی: Requiem per un gringo) یک فیلم وسترن اسپاگتی ایتالیایی-اسپانیایی به کارگردانی ائوخنیو مارتین و خوزه لوئیس مرینو است که در سال ۱۹۶۸ منتشر شد.

## گزیدهٔ بازیگران
- لنگ جفریز
- فمی بنوسی
- فرناندو سانچو
- آلدو سامبرل
- ماریسا پاردس
- آنخل آلوارس